# Пивцов, Владимир Викторович
Владимир Викторович Пивцов (26 марта 1960, Москва, СССР) — советский и российский футболист, защитник. Мастер спорта (1982).

## Карьера
Воспитанник футбольной школы «Локомотива» и московской ФШМ. В 1980 году он выступал за старшую команду ФШМ во второй лиге чемпионата страны.
С 1981 года выступал за «Торпедо», первый матч в Высшей лиге сыграл 2 мая 1982 года против киевского «Динамо». Всего Пивцов провёл за «Торпедо» 110 матчей в чемпионатах СССР, стал финалистом Кубка СССР в 1982 году и его обладателем в 1986 году (в финале не играл). В 1987 году сыграл 7 матчей в Высшей лиге за бакинский «Нефтчи».
С 1988 года играл за команды первой и второй лиг СССР. В 1992 году он подписал контракт с «КАМАЗом» и вышел с ним из первой лиги России в высшую, а в 1993 году сыграл 2 матча в Высшей лиге, после чего завершил карьеру.

## Достижения
- Обладатель Кубка СССР 1986
- Финалист Кубка СССР 1982